# Dingersjö
Dingersjö är en tidigare tätort i Sundsvalls kommun med 856 invånare (2010). Sedan 2015 är orten en del av tätorten Kvissleby.

## Befolkningsutveckling
| Befolkningsutvecklingen i Dingersjö 1995–2010 | Befolkningsutvecklingen i Dingersjö 1995–2010 | Befolkningsutvecklingen i Dingersjö 1995–2010 | Befolkningsutvecklingen i Dingersjö 1995–2010 | Befolkningsutvecklingen i Dingersjö 1995–2010 |
| --------------------------------------------- | --------------------------------------------- | --------------------------------------------- | --------------------------------------------- | --------------------------------------------- |
|                                               |                                               |                                               |                                               |                                               |
| År                                            |                                               |                                               | Folkmängd                                     | Areal (ha)                                    |
| 1995                                          | 1995                                          |                                               | 1 041                                         | 61                                            |
| 2000                                          | 2000                                          |                                               | 946                                           | 61                                            |
| 2005                                          | 2005                                          |                                               | 906                                           | 61                                            |
| 2010                                          | 2010                                          |                                               | 856                                           | 61                                            |
| Anm.: Sammanvuxen med Kvissleby 2015.         |                                               |                                               |                                               |                                               |